# 영천 청제비
영천 청제비(永川 菁堤碑)은 대한민국 경상북도 영천시 도남동에 있는 신라시대의 비석이다. 1969년 11월 21일 대한민국의 보물 제517호로 지정되었다가 2025년 6월 20일에 국보로 승격되었다.
청제비는 신라 때 축조 이래 현재까지 사용되고 있는 ‘청못’ 옆에 세워진 2기의 비석이다. 받침돌이나 덮개돌 없이 자연석에 내용을 새겼다. 1968년 신라삼산학술조사단에 의해 발견되었으며, 흔히 ‘청제비’라고 부른다.  청제축조·수리비와 청제중립비로 구성되어, 이 지역의 물을 관리하기 위한 제방의 조영 및 수리와 관련된 내용을 새겨 자연재해를 극복하는 토목 기술과 국가 관리 체계를 보여준다.

## 구조
전체적인 모습은 화강암의 자연판석으로 직사각형의 형태이고, 비의 양면에는 각기 시대가 다른 비문이 새겨져 있다. 청제축조비와 청제수리비의 문구는 모양이 일정치 않은 하나의 돌 앞·뒷면에 각각 새겨졌으며, 위쪽이 얇고 아래쪽이 두꺼운 형태로 두 면의 비문 대부분은 판독이 가능할 정도로 양호한 상태이다.

## 명칭
처음에는 청제를 대오(大塢)라고 기록했다가, 통일신라기에는 제(提)로 그 명칭이 바뀌었다. '오'는 부분 개방형의 수리 구조물(보)을 뜻하고, ‘제’는 완전 차단형 제방(댐)을 의미한다. 이러한 명칭 변화는 수리 기술의 발전과 제방 구조의 변화를 반영한다. 또한, 신라어 혹은 영천 지역 방언으로 추정되는 ‘빼굴리’(排掘里, 배수용 목통)의 명칭이 비문에 나타나는 등, 당대의 언어 사용 양상이 나타난다.

## 역사
청제비는 한쪽 면엔 청제를 처음 축조할 때 새긴 병진년(536, 신라 법흥왕 23년)의 명문이 있다. 당시 제방 축조에 7천 명의 인력이 동원되었다는 기록이 있다. 반댓면에는 청제를 개수할 때 새긴 신라 원성왕 14년(798)의 명문이 있다. 
청제 축조 및 수리는 단순한 지방 공사가 아닌 국가적 사업으로 진행되었으며, 중앙에서 파견된 기술자와 간지 등이 언급되어 있다. 특히, 통일신라기에는 이 지역이 왕실 재산으로 편입되었음을 비문이 증언하고 있어, 정치적·경제적 위상 변화도 확인할 수 있다.
청제비 서쪽으로는 조선 숙종 14년(1688)에 세워진 청제중립비가 있다. 내용은 1653년 비가 두 동강이 나 있는 것을 방수열, 최일봉 등이 다시 맞추어 세웠다는 것이다.

## 내용

### 청제축조비 (전면)
| 丙辰年二月八日另邑夫 塢▨六十一得鄧九十二得沢 廣卅二得高八得上三得作人 七千人㓣二百八十方 使人喙灾尺智大舍第 次▨小舍第述利大烏第 尸支小烏帝次小烏一支 ▨人次尒利乃利▨主 使伊尺只珎卽刀 衆利只▨利干支尒利 |  | 병진년(丙辰年) 2월 8일에 另 邑▨夫 塢의 ▨는 61득(得), 등(鄧)은 92득(得), 택광(澤廣)은 32득(得), 고(高)는 8득(得), 상(上)은 3득(得)이고, 이를 만든 사람은 7천명이며 ▨(㓣)은 280방(方)이다. 사인(使人)은 탁(喙) 출신의 灾▨尺 ▨智 대사제(大舍第), 차▨▨(次▨▨) 소사제(小舍第), 술리(述利) 대오제(大烏第), 시지(尸支) 소오제▨(小烏帝▨), 차혜(次▨) 소오일지(小烏一支)이며 ▨인(▨人)은 차사(次) (以下 人名 나열인 듯하다) … 간지도(干支)는 이리(尒利)이다. |
청제축조비(앞면)는 536년(법흥왕 23년) 2월 8일, ▨탁곡(▨乇谷)에 처음 큰 제방을 준공한 사실과 공사 규모, 동원 인원, 공사 책임자, 지방민 관리자에 대한 기록을 담고 있다. 서체는 예스럽고 비정형적이며 자유분방한 6세기 신라 서풍의 전형에 해당한다.

### 청제수리비 (뒷면)
| 貞元十四年戊寅四月十三日菁堤」 治記之謂洑堤傷故所內使」 以見令賜矣玖長卅五步岸」 立弘至深六步三尺上排掘里」 十二步此如爲二月十二日元四月十三」 日此間中了治內之都合斧尺」 百卅六法巭万四千百卌人此中典角助役切火押二」 郡各▨人尒起使內之」 節所內使上干年㭆」 史湏大舍」㚙守湏玉純㭆」 |  | 정원(貞元) 14년 무인(戊寅) 4월 13일에 청제(菁堤)를 수리하고 그를 기록한다. 못둑이 상하였다고 하므로 소내사(所內使)에게 살펴보게 하셨다. 구장(玖長)은 35보(步), 안립홍지심(岸立弘至深)은 6보(步) 3척(尺), 상배굴리(上排掘里)는 12보(步)이다. 이와 같은 것을 2월 12일 시작하여 4월 13일 이 사이에 수치를 마치었다. 모두 합하여 부척(斧尺)이 136, 법공부(法功夫)가 14,140인이며 이 가운데 전▧각조역(典角助役)은 절화(切火)·압탁(押) 두 군(郡)에서 각각 ▨인(▨人)을 일으켰다. 지휘한 소내사(所內使)는 상간(上干)년(年) 내말(乃末), 사수(史須) 대사(大舍), 가대수(加大守), 수탁(須) 옥순(玉純) 내말(乃末)이다. |
청제수리비(뒷면)는 798년(원성왕 14년) 4월 13일 제방 수리공사의 완료 사실과 함께 제방의 파손·수리 경과보고 과정, 수리 규모, 공사 기간, 공사 책임자, 동원 인원 등의 내용을 담고 있으며 청제축조비와 같은 신라 고유 서풍을 계승하였다. 청제축조·수리비는 신라사에서 홍수와 가뭄이 가장 빈번하였던 6세기와 8세기 후반~9세기에 자연재해 극복을 위해 국가에서 추진했던 토목공사를 보여준다.

### 청제중립비
바로 옆의 청제중립비는 1688년(조선 숙종 14년) 땅에 묻혀 있었던 청제축조·수리비를 다시 일으켜 세운 사실을 담고 있다. 이 비석 역시 조선의 일반적인 서체를 따르지 않고 신라의 예스러운 서풍을 반영하고 있다.

#### 전면
| 菁堤重立碑 永之南有菁堤堤之北有碑焉其文 有日唐貞元十四年戊寅自 上委 遣兩內史用役夫一萬四千八百餘 人築堤立石以記顚末云盖此堤灌 漑三百餘石至今蒙利而往在順治 癸巳碑石爲人所折埋没塵埃人莫 不惜其古跡之不傳今玆改立石以 識之噫後之人因是碑而思所以不 廢是堤則碑之於堤不能無助焉 康熙二十七年戊辰九月日 |  | 청제에 다시 세운 비 영천의 남쪽에 청제가 있고, 청제의 북쪽에 비석이 있었으니, 그 비문에 말하기를, 당(唐)나라 정원(貞元) 14년 무인(戊寅, 798)에 임금(신라 원성왕)께서 두 내사(內史)를 파견하여 14800 여명의 일꾼을 사용하여 제방을 쌓게 하고, 처음부터 끝까지의 사연을 기록했다고, 하였다. 대개 이 제방은 3백 여 석지기(한 섬의 씨앗을 심을 만한 넓이의 논밭)에 관개(灌漑)하였는데, 지금까지 이익을 입고 있다. 지난 순치(順治) 계사(癸巳, 1653)에 비석이 어떤 사람에게 훼손되어 티끌 속에 매몰되니, 사람들이 고적(古跡)이 전해지지 아니함을 애석해하지 아니하는 이가 없었다. 이제 비석을 다시 세워 기록하니, 아! 후인들이 이 비석을 인하여 이 제방이 무너지지 않게 되기를 생각한다면, 이 비석이 제방에 도움이 없다고는 말하지 못하리라. 강희(康熙) 27년 무진(戊辰, 1688) 9월 9일 |

#### 후면
| 碑首唱 方守悅 崔一奉 林彦良 監考朴生 |  | 비석을 세우자고 먼저 제창한 자 방수열(方守悅) 최일봉(崔一奉) 임언량(林彦良) 감고 박생(朴生) |

## 참고 자료
- 영천 청제비 - 국가유산청 국가유산포털
- 이 문서에는 문화유산청에서 공공누리 제1유형으로 배포된 자료를 바탕으로 한 내용이 포함되어 있습니다.